# Epitaph (альбом)
Epitaph — концертный 4-дисковый бокс-сет группы King Crimson, записанный в ходе концертных выступлений и радиосессий, и выпущенный в 1997 году.

## Список композиций

### Диск 1
- Треки 1-4 записаны для BBC Radio в 1969 году
- Треки 5-7 записаны в Fillmore East, Нью-Йорк, США, 21 ноября, 1969
- Треки 8-11 записаны в Fillmore West, Сан-Франциско, США, 13 декабря, 1969

1. "21st Century Schizoid Man" (Роберт Фрипп, Майкл Джайлз, Грег Лейк, Иэн Макдональд, Питер Синфилд) – 7:06
включая:
  - "Mirrors"
2. "The Court of the Crimson King" (Макдональд, Синфилд) – 6:27
включая:
  - "The Return of the Fire Witch"
  - "The Dance of the Puppets"
3. "Get Thy Bearings" (Донован) – 5:59
4. "Epitaph" (Фрипп, Джайлз, Лейк, Макдональд, Синфилд) – 7:08
включая:
  - "March for No Reason"
  - "Tomorrow and Tomorrow"
5. "A Man, A City" (Фрипп, Джайлз, Лейк, Макдональд, Синфилд) – 11:41
6. "Epitaph" (Фрипп, Джайлз, Лейк, Макдональд, Синфилд) – 7:42
включая:
  - "March for No Reason"
  - "Tomorrow and Tomorrow"
7. "21st Century Schizoid Man" (Фрипп, Джайлз, Лейк, Макдональд, Синфилд) – 7:16
включая:
  - "Mirrors"
8. "Mantra" (Фрипп, Джайлз, Лейк, Макдональд, Синфилд) – 3:47
9. "Travel Weary Capricorn" (Фрипп, Джайлз, Лейк, Макдональд, Синфилд) – 3:15
10. "Travel Bleary Capricorn" (Фрипп, Джайлз, Лейк, Макдональд, Синфилд) – 2:23
11. "Mars: The Bringer of War" (Gustav Holst) – 8:53

### Диск 2
- Записан в Fillmore West, Сан-Франциско, США, 14 декабря, 1969

1. "The Court of the Crimson King" (Макдональд, Синфилд) – 7:13
включая:
  - "The Return of the Fire Witch"
  - "The Dance of the Puppets"
2. "Drop In" (Фрипп, Джайлз, Лейк, Макдональд) – 5:14
3. "A Man, A City" (Фрипп, Джайлз, Лейк, Макдональд, Синфилд) – 11:19
4. "Epitaph" (Фрипп, Джайлз, Лейк, Макдональд, Синфилд) – 7:31
включая:
  - "March for No Reason"
  - "Tomorrow and Tomorrow"
5. "21st Century Schizoid Man" (Фрипп, Джайлз, Лейк, Макдональд, Синфилд) – 7:37
включая:
  - "Mirrors"
6. "Mars: The Bringer of War" (Gustav Holst) – 9:42

### Диск 3
Записан в Plumpton Racetrack (на Ninth National Jazz and Blues Festival), Стрит, Великобритания, Август, 1969
1. "21st Century Schizoid Man" (Фрипп, Джайлз, Лейк, Макдональд, Синфилд) – 7:14
включая:
  - "Mirrors"
2. "Get Thy Bearings" (Донован) – 10:32
3. "The Court of the Crimson King" (Макдональд, Синфилд) – 6:43
включая:
  - "The Return of the Fire Witch"
  - "The Dance of the Puppets"
4. "Mantra" (Фрипп, Джайлз, Лейк, Макдональд, Синфилд) – 8:46
5. "Travel Weary Capricorn" (Фрипп, Джайлз, Лейк, Макдональд, Синфилд) – 3:57
6. "Improv" (Фрипп, Джайлз, Лейк, Макдональд, Синфилд) – 8:54
включая:
  - "By the Sleeping Lagoon" (Eric Coates)
7. "Mars: The Bringer of War" (Gustav Holst) – 7:23

### Диск 4
Записан в Victoria Ballroom, Честерфилд, Великобритания, 7 сентября, 1969
1. "21st Century Schizoid Man" (Фрипп, Джайлз, Лейк, Макдональд, Синфилд) – 7:57
включая:
  - "Mirrors"
2. "Drop In" (Фрипп, Джайлз, Лейк, Макдональд) – 6:20
3. "Epitaph" (Фрипп, Джайлз, Лейк, Макдональд, Синфилд) – 7:22
включая:
  - "March for No Reason"
  - "Tomorrow and Tomorrow"
4. "Get Thy Bearings" (Донован) – 18:10
5. "Mantra" (Фрипп, Джайлз, Лейк, Макдональд, Синфилд) – 5:29
6. "Travel Weary Capricorn" (Фрипп, Джайлз, Лейк, Макдональд, Синфилд) – 4:54
7. "Improv" (Фрипп, Джайлз, Лейк, Макдональд, Синфилд) – 4:34
8. "Mars: The Bringer of War" (Gustav Holst) – 5:37

## Участники записи
- Роберт Фрипп — гитара;
- Грег Лейк — бас-гитара, вокал;
- Иэн Макдональд — деревянные духовые, клавишные, меллотрон, вокал;
- Майкл Джайлз — ударные, перкуссия, вокал;